# Elisabeth Noelle-Neumann
Elisabeth Noelle-Neumann, född 19 december 1916 i Berlin, död 25 mars 2010 i Allensbach, Baden-Württemberg, var en tysk statsvetare och sociolog.